# Karsten Warholm
Karsten Warholm (sinh ngày 28 tháng 2 năm 1996) là một vận động viên người Na Uy, thi đấu trong chạy nước rút và chạy vượt rào. Vào tháng 7 năm 2021, anh phá kỷ lục 29 tuổi ở nội dung 400 m vượt rào. Tại Thế vận hội Mùa hè 2020, anh ấy đã giành chiến thắng 400 mét vượt rào trong 45,94 giây, phá kỷ lục thế giới của chính mình với cách biệt rất lớn. Warholm cũng đã giành được huy chương vàng trong sự kiện tại Giải vô địch thế giới ở 2017 và 2019, cũng như Giải vô địch châu Âu 2018.

## Tiểu sử
Warholm sinh ra ở thị trấn Ulsteinvik ở bờ biển tây Na Uy.